# Vela Rika
Der Vela Rika (krčka Suha Ričina, mitunter nur Ričina), dt. „Großer Fluss“, ist das einzige bedeutende Fließgewässer auf der kroatischen Insel Krk. 

## Allgemeines
Im Kartenwerk von Österreich-Ungarn wurde er um 1900 auch als Torrente della Fiumera bezeichnet.

## Verlauf
Der Vela Rika hat ihren Quellbereich im gebirgigen Südwesten der Insel, auf der Südflanke des Mali Hlam (446 m). Direkt unterhalb der Quelle befinden sich die beiden einzigen Insel-Wasserfälle der Adria, der Velababa-Wasserfall und der Žanac-Wasserfall. Danach fließt er im Tal zwischen den beiden Hauptzügen des Gebirges in Richtung Baska, wo er eine keilförmige Schwemmlandebene ausbildete und mündet am dortigen Strand in die Bašćanska Draga (italienisch Val Besca Nuova), am Rande des Velebit-Kanals.

## Aktivitäten
Der Vela Riko soll sich saisonal zum Kajakfahren eignen.